# Stazione di Cyperus polystachyus di Ischia
Stazione di Cyperus polystachyus di Ischia este o arie protejată (arie specială de conservare — SAC, sit de importanță comunitară — SCI) din Italia întinsă pe o suprafață de 14 ha, integral pe uscat.

## Localizare
Centrul sitului Stazione di Cyperus polystachyus di Ischia este situat la coordonatele 40°43′28″N 13°56′15″E / 40.724444°N 13.9375°E.

## Înființare
Situl Stazione di Cyperus polystachyus di Ischia a fost declarat sit de importanță comunitară în mai 1995 pentru a proteja 16 specii de animale. Situl a fost protejat și ca arie specială de conservare în mai 2019.

## Biodiversitate
Situată în ecoregiunea mediteraneană, aria protejată conține 2 habitate naturale: Tufărișuri termo-mediteraneene și de pre-deșert, Câmpuri de lavă și excavații naturale.
La baza desemnării sitului se află mai multe specii protejate:
- păsări (14): caprimulg (Caprimulgus europaeus), erete de stuf (Circus aeruginosus), porumbel gulerat (Columba palumbus), prepeliță (Coturnix coturnix), muscar-gulerat (Ficedula albicollis), sfrâncioc roșiatic (Lanius collurio), ciocârlie de pădure (Lullula arborea), gaia neagră (Milvus migrans), viespar (Pernis apivorus), sitar de pădure (Scolopax rusticola), turturică (Streptopelia turtur), silvie de tufiș (Sylvia undata), sturz-cântător (Turdus philomelos), sturzul de vâsc (Turdus viscivorus)
- mamifere (2): liliacul mare cu potcoavă (Rhinolophus ferrumequinum), liliacul mic cu potcoavă (Rhinolophus hipposideros)

Pe lângă speciile protejate, pe teritoriul sitului au mai fost identificate 1 specie de plante, 2 specii de reptile.